# Valsa japonica
Valsa japonica är en svampart som beskrevs av Miyabe & Hemmi 1917. Valsa japonica ingår i släktet Valsa och familjen Valsaceae.   Inga underarter finns listade i Catalogue of Life.